# جيسي والاس
جيسي والاس (بالإنجليزية: Jesse Wallace)‏ هو ضابط أمريكي، ولد في 7 يوليو 1899 في بيردستاون في الولايات المتحدة، وتوفي في 29 يناير 1961 في الولايات المتحدة.